# Paralephana patagiata
Paralephana patagiata är en fjärilsart som beskrevs av George Francis Hampson 1926. Paralephana patagiata ingår i släktet Paralephana och familjen nattflyn. Inga underarter finns listade i Catalogue of Life.